# ستانيسلاف فيشر
ستانيسلاف فيشر (بالتشيكية: Stanislav Fischer)‏ هو عالم فلك وسياسي تشيكي، ولد في 30 نوفمبر 1936 في التشيك. حزبياً، نشط في الحزب الشيوعي التشيكوسلوفاكي والحزب الشيوعي في بوهيميا ومورافيا. انتخب عضو مجلس النواب جمهورية التشيك.